# Abbaye de Løgumkloster
L’abbaye de Løgumkloster est une ancienne abbaye cistercienne, fondée au XIIe siècle par des cisterciens de l'abbaye de Herrevad, et qui était située sur le territoire de l'actuelle commune de Tønder, dans la région du Danemark-du-Sud.

## Histoire

### Fondation
Les moines de Abbaye de Herrevad viennent en 1173 fonder un monastère au Danemark ; le site de Løgumkloster apparaît comme particulièrement adapté à une implantation cistercienne (nombreux cours d'eau, terrain boisé).

### Au Moyen Âge
Bien doté et protégé, le monastère s'accroît et s'enrichit rapidement. Cependant, il garde une réputation d'accueil des passants et des nécessiteux.

### La Réforme
À la suite de la Réforme protestante, le Danemark devient luthérien dans son immense majorité. Les abbayes catholiques sont fermées, et pour certaines, détruites. Celle de Løgumkloster est relativement préservée : en 1536, alors que beaucoup d'autres ferment, elle est autorisée à demeurer ouverte, jusqu'à la mort de l'abbé, qui survient en 1548, et qui voit la fermeture de l'abbaye. Même alors, les bâtiments ne sont détruits, mais servent de siège à une exploitation agricole.

### L'abbaye après les moines
En 1585, un château est construit par Adolphe de Holstein-Gottorp pour lui servir de pavillon de chasse, à la place du bâtiment des convers. De 1717 à 1721, Hans Adolph Brorson vit dans ce château. En 1739, l'église abbatiale devient église paroissiale ; elle est restaurée en 1844-1845, puis de 1913 à 1926.

## L'abbaye

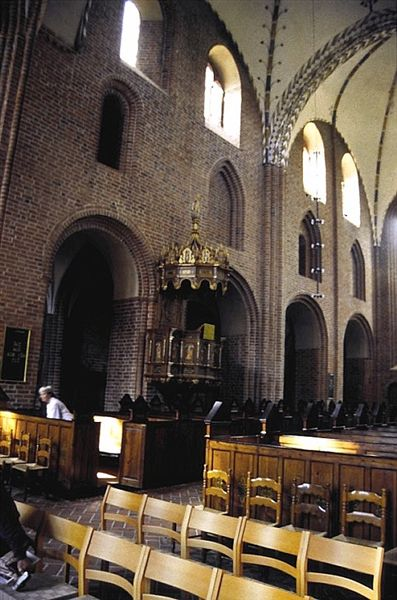
L'intérieur de l'église abbatiale.

La disposition des bâtiments est celle d'une abbaye classique cistercienne : un cloître carré, dont l'aile nord est occupée par l'église abbatiale, l'aile est par la salle capitulaire (au rez-de-chaussée) et le dortoir des moines (au premier étage), l'aile sud par la salle à manger et la cuisine, enfin l'aile ouest par le bâtiment des frères convers. L'église abbatiale, suivant les recommandations de Bernard de Clairvaux sur ornementation des bâtiments cisterciens, est très dépouillée. Son plan est très semblable à celle des églises cisterciennes de Fontenay et de Jouy.
Les premiers bâtiments sont construits avec le plus facilement disponible des matériaux locaux, le bois. Mais un incendie ruine l'abbaye au début du XIIIe siècle. Tout le monastère est alors reconstruit en briques, dans le style gothique de brique affectionné dans les régions proches de la mer Baltique. L'église abbatiale actuelle est construite entre 1225 et 1325.